# 106 Gwardyjska Dywizja Powietrznodesantowa
106 Tulska Gwardyjska Dywizja Powietrznodesantowa odznaczona Orderem Czerwonej Gwiazdy i Orderem Kutuzowa (ros. 106-я гвардейская воздушно-десантная Тульская Краснознамённая, ордена Кутузова дивизия) – związek taktyczny Sił Zbrojnych Federacji Rosyjskiej, wchodzący w skład jednego z dwóch samodzielnych rodzajów wojsk Sił Zbrojnych Federacji Rosyjskiej (drugi to Wojska Rakietowe Przeznaczenia Strategicznego); stacjonuje w Tule.

## Historia
W 1991 dywizja w składzie 51.,135. i 331 pułk powietrznodesantowy oraz 1182 pułk artylerii stacjonowała w Tule w Moskiewskim Okręgu Wojskowym.

## Struktura
- 51 pułk powietrznodesantowy,
- 137 pułk powietrznodesantowy z Riazania,
- 1182 pułk artylerii z Naro-Fomińska,
- 5 pułk przeciwlotniczy z Naro-Fomińska,
- pododdziały wsparcia[2].